# Cedros (Honduras)
Cedros (uit het Spaans: "Ceders") is een gemeente (gemeentecode 0803) in het departement Francisco Morazán in Honduras.
Het gebied is al lang door de Spanjaarden bewoond. Er is een document uit 15 april 1567 bewaard gebleven dat geschreven is in het dorp Agalteca in deze gemeente. Het gaat over de aankoop van een stuk grond door generaal Alonzo de Cáceres Guzmán.
Het is een historische plaats. Op 19 augustus 1824 vond in Cedros het eerste Congres plaats voor de vorming van de Staat Honduras. Hier werd de beslissing genomen dat Tegucigalpa en Comayagua om beurten de hoofdstad van het land zouden zijn. In 1849 vond hier nog een Congres plaats. Hierin werd bepaald dat Tegucigalpa de definitieve hoofdstad was.
De hoofdplaats ligt op 84 kilometer van Tegucigalpa, op een geaccidenteerd terrein in het noorden van het Dal van Siria.

## Bevolking
De bevolking is als volgt verdeeld:
| Vrouwen | 12.837 | 50,3% |
| Mannen  | 12.702 | 49,7% |

## Dorpen
De gemeente bestaat uit twaalf dorpen (aldea), waarvan de grootste qua inwoneraantal: Mata de Platano (code 080309), Pueblo Nuevo (080310) en Siria (080311).